# Nascimento de Héracles
Anfitrião havia sido banido de Micenas (ou Tirinto) ao matar, por acidente, seu rei Electrião, e se refugiou em Tebas. Alcmena, filha de Electrião, pediu para que Anfitrião se vingasse dos filhos de Ptérela, que haviam matado seus irmãos.
Durante a ausência de Anfitrião, Zeus, assumiu a aparência deste, enquanto Hermes assumiu a forma do servo de Anfitrião, Sósia. Zeus chegou à noite, em Tebas, e deitou-se com Alcmena, contando sobre a campanha.
No dia seguinte, quando Anfitrião chegou, foi recebido com frieza, e soube, através de Tirésias, que Zeus havia se aproveitado de sua esposa. Pela versão de Plauto, quando Sósia chega para anunciar a chegada de Anfitrião, é acusado por Mercúrio de ser um impostor. Sósia vai a Anfitrião, que retorna para a casa e é recebido por Alcmena, que nega que Anfitrião tinha acabado de voltar da expedição e estava a recebendo pela primeira vez. Anfitrião a acusa de infidelidade, porém Júpiter, disfarçado como Anfitrião, o acusa de ser um impostor. Para resolver a disputa, é chamado Blepharo, o piloto de Anfitrião, porém este, após fazer várias perguntas, não consegue decidir quem é o Anfitrião verdadeiro.
Durante a gravidez de Alcmena, Hera enviou feiticeiras para impedir que ela desse à luz, mas Historis, filha de Tirésias, usou de um truque para enganar as feiticeiras, gritando que Alcmena tinha dado à luz, o que fez elas irem embora, permitindo o nascimento dos seus filhos.
Alcmena teve dois filhos, Hércules, filho de Zeus, e Íficles, filho de Anfitrião. No momento de nascimento de Hércules e Íficles, ouviu-se um trovão; neste momento, Júpiter revela a verdade a Anfitrião, que se reconcilia com sua esposa. A casa onde Héracles nasceu havia sido construída por Trofônio e Agamedes e suas ruínas eram uma atração em Tebas na época de Pausânias, onde podia ser visto o quarto de Alcmena.